# Willi Padge
Willi Padge (Mölln, 1943. október 4. – Höxter, 2023. szeptember 17.) olimpiai és Európa-bajnok német evezős.

## Pályafutása
A Ratzeburger RC versenyzője volt. Az 1959-es mâconi Európa-bajnokságon és az 1960-as római olimpián aranyérmes lett a nyolcas versenyszámban társaival.

## Sikerei, díjai
- Olimpiai játékok – nyolcas
  - aranyérmes: 1960, Róma
- Európa-bajnokság – nyolcas
  - aranyérmes: 1959